# Carlo Sibilia
Carlo Sibilia, né le 7 février 1986 à Avellino, est un homme politique italien.

## Biographie
En 2013, il est élu député de la circonscription Campanie 3 pour le Mouvement 5 étoiles.